# Klevany
Klevany (ukrán betűkkel: Клевань, lengyelül: Klewań) városi jellegű település Ukrajna Rivnei területének Rivnei járásában. A 2001-es népszámláláskor 8,05 ezer lakosa volt. A Sztubla-folyó (a Horiny bal oldali mellékfolyója) jobb partján fekszik, északról nagy erdőség övezi. Áthalad rajta a Rivne–Luck főút- és vasútvonal egyaránt. Legfontosabb iparága a fafeldolgozás, környékén szarvasmarhatartás folyik.

## Története
1458-ban alapították, a Czartoryski-dinasztia (akiknek a 15. századtól 1860-ig itt volt a székhelyük) egykori kastélya az első világháborúban (1915-ben) pusztult el. 1793-ban az Orosz Birodalomhoz csatolták. 1817-ben Klevanyban lengyel gimnáziumot létesítettek, melyet az 1831-es lengyel felkelés után bezárattak és orosz gimnáziumként Rovnóba költöztettek át. 1919-1939 között Lengyelország Volhíniai vajdaságához tartozott. A német megszállás (1941-1944) előtt jelentős számú zsidó lakossága volt, akik a lakosság többségét alkották. 1940-ben kapta jelenlegi státuszát. Az 1960-as évek elejéig járási székhely volt.

## Nevezetességei
Nevezetessége a Blahoviscsennja-templom, mely 1630-ban épült korai barokk stílusban, és a 15. századi vár romjai (egyetlen bástya). Fennmaradt az egykori zsinagóga épülete is. A Klewańi Istenanya szentképe (melyet Carlo Dolce bolognai mester készített a 17. században) révén sokáig zarándokhely volt, a képet 1944-ben Lengyelországba menekítették, ma Skwierzynában található a Szt. Miklós-templomban. A Krisztus Születése templom 1777-ben, a harangtorony 1844-ben épült.